# Raoul Wallenberg
Raoul Wallenberg (4.8.1912 – 17.7.1947) là doanh nhân, nhà ngoại giao và người theo chủ nghĩa nhân đạo người Thụy Điển.
Ông rất nổi tiếng về những nỗ lực thành công để cứu hàng ngàn người Do Thái ở Hungary thoát khỏi Holocaust, trong giai đoạn sau của Chiến tranh thế giới thứ hai. Khi làm đặc phái viên của Thụy Điển ở Budapest từ tháng 7 tới tháng 12 năm 1944, Wallenberg đã cấp những hộ chiếu bảo vệ (Schutz-Pass) và cho những người Do Thái ẩn náu trong những tòa nhà thuộc tòa đại sứ Thụy Điển ở hải ngoại, cứu sống hàng chục nghìn mạng người.
Ngày 17.1.1945, trong Cuộc vây hãm Budapest của Hồng quân, Wallenberg đã bị nhà chức trách Liên Xô bắt giam vì bị nghi là gián điệp rồi bị mất tích. Sau đó có tin là ông đã chết ngày 17.7.1947 trong nhà tù Lubyanka ở Moskva. Lý do nhà chức trách Liên Xô bắt và giam cầm Wallenberg, cùng với những câu hỏi chung quanh tình huống chết và mối quan hệ có thể có với cơ quan tình báo Office of Strategic Services (Cơ quan công tác chiến lược, viết tắt là OSS - tiền thân của CIA) của Hoa Kỳ, vẫn còn bí ẩn và tiếp tục là đề tài cho việc suy đoán.
Do những hành động dũng cảm bảo vệ những người Do Thái ở Hungary của ông, nên sau khi được coi là đã chết, Raoul Wallenberg đã nhận được rất nhiều vinh danh về tình nhân đạo. Năm 1981, nghị sĩ Tom Lantos - một trong số những người được Wallenberg cứu thoát - đã đỡ đầu cho một dự luật đưa Wallenberg trở thành Công dân danh dự Hoa Kỳ. Wallenberg cũng là công dân danh dự của các nước Canada, Hungary và Israel. Israel cũng đã biểu dương ông là một Người dân ngoại công chính (khassidey umot ha-olam).
Nhiều đài kỷ niệm hiến tặng ông, và nhiều đường phố được đặt theo tên ông trên khắp thế giới. Một Ủy ban Raoul Wallenberg của Hoa Kỳ (Raoul Wallenberg Committee of the United States) được thành lập năm 1981 để "duy trì những lý tưởng nhân đạo và lòng dũng cảm bất bạo động của Raoul Wallenberg". Ủy ban này lập ra Giải Raoul Wallenberg hàng năm để công nhận công lao của những người thực hiện các mục tiêu trên. Một tem bưu chính đã được Hoa Kỳ phát hành năm 1997 để vinh danh ông.

## Thời niên thiếu

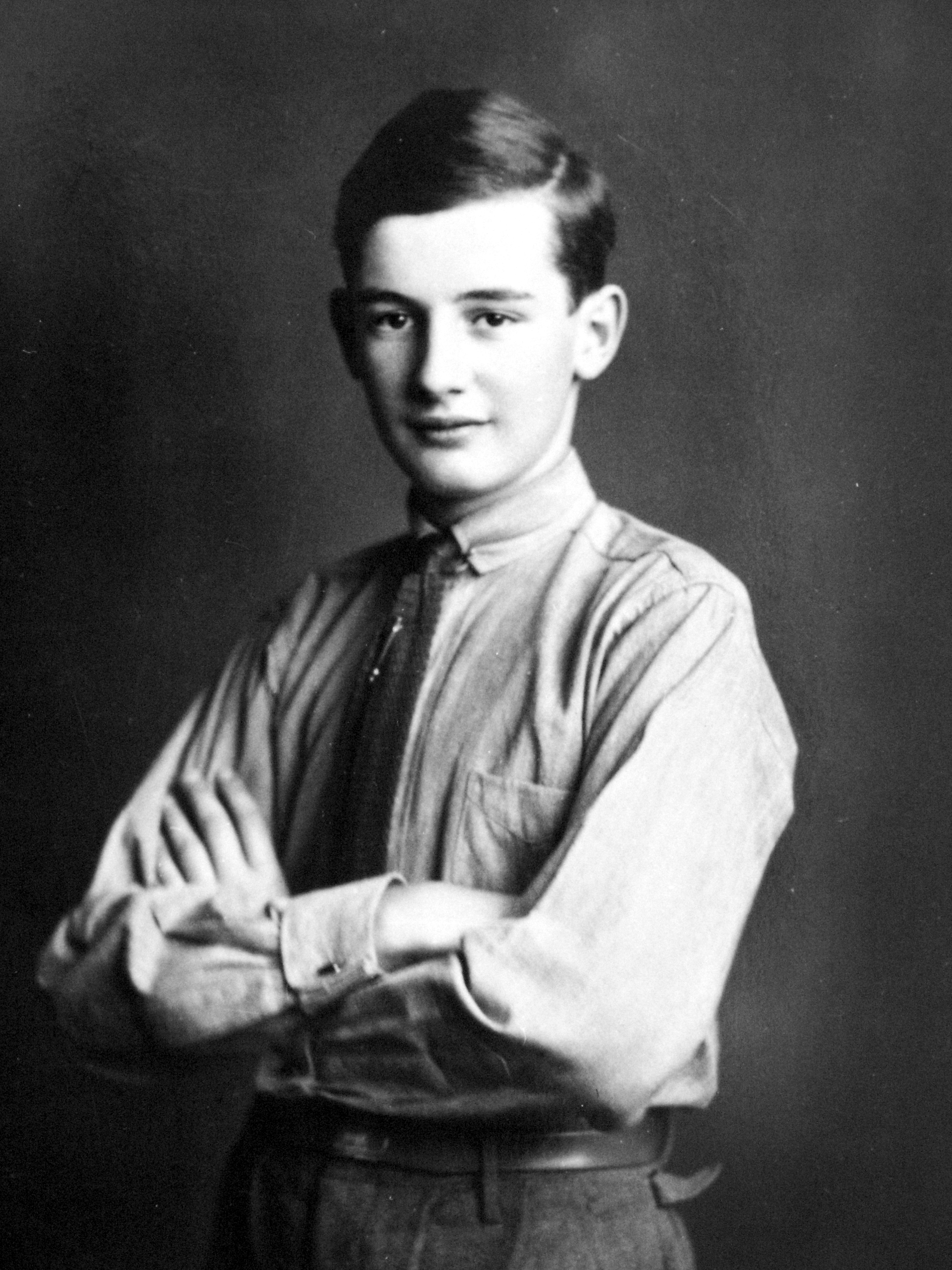
Wallenberg lúc là một bé trai

Wallenberg sinh năm 1912 tại Kappsta, Lidingö, gần Stockholm, nơi ông bà ngoại của Wallenberg là giáo sư Per Johan Wising và vợ Sophie Wising, đã xây dựng một nhà nghỉ hè năm 1882. Ông nội của Wallenberg - Gustaf Wallenberg - là nhà ngoại giao đã từng làm việc ở Tokyo, Constantinopolis và Sofia.
Ông là con của Raoul Oscar Wallenberg (1888–1912), một sĩ quan Hải quân Thụy Điển và Maria "Maj" Sofia Wising (1891–1979) kết hôn năm 1911. Cha ông đã từ trần 3 tháng trước khi sinh ông vì bị bệnh ung thư. Năm 1918, mẹ ông tái hôn với Fredrik von Dardel (chết 1979); họ có một con trai, Guy von Dardel,  và một con gái, Nina Lagergren.
Năm 1931, Wallenberg sang học ngành kiến trúc ở Đại học Michigan tại Hoa Kỳ. Tại trường, ông học tiếng Anh, tiếng Đức và tiếng Pháp. Ông dùng các kỳ nghỉ để tìm hiểu nước Mỹ. Mặc dù gia đình Wallenberg giàu có, nhưng ông cũng làm các việc vặt cho người khác trong những giờ rảnh. Ông theo các nam sinh viên trẻ khác làm người kéo xe chở khách ở Century of Progress tại Chicago.
Khi trở lại Thụy Điển, ông thấy trình độ học ở Hoa Kỳ của mình chưa thể làm cho mình đủ khả năng làm nghề kiến trúc sư. Cuối cùng, người ông của Wallenberg thu xếp cho ông một việc làm ở Cape Town, Nam Phi, trong văn phòng một Công ty Thụy Điển bán những vật liệu xây dựng. Từ năm 1935-1936, Wallenberg làm một chức nhỏ trong một văn phòng chi nhánh của Ngân hàng Hà Lan ở Haifa. Ông trở lại Thụy Điển năm 1936 và kiếm được một việc làm trong "Central European Trading Company" ở Stockholm - một công ty thương mại xuất nhập khẩu giữa Thụy Điển và Trung Âu do Kálmán Lauer, một người Do Thái ở Hungary làm chủ, nhờ sự giúp đỡ của người chú (bác, cậu) và cha đỡ đầu là Jacob Wallenberg,.

## Trong thế chiến thứ hai
Đầu năm 1938, vương quốc Hungary, dưới quyền cai trị của Miklós Horthy, đã thông qua một loạt biện pháp chống Do Thái dựa trên mô hình cái gọi là Luật chủng tộc Nuremberg do Đức Quốc xã ban hành năm 1935. Giống như luật của Đức, luật của Hungary tập trung rất nhiều vào việc hạn chế người Do Thái không được làm một số nghề nhất định, giảm số lượng người Do Thái làm việc trong chính phủ, trong lãnh vực công cộng và cấm hôn nhân khác chủng tộc. Vì nguyên nhân này mà Kalman Lauer - người cộng tác kinh doanh của Wallenberg - thấy đi về quê hương Hungary của mình càng khó hơn, vì nước ông vẫn đi sâu hơn vào quỹ đạo của Đức, trở nên một thành viên trong Phe Trục vào tháng 11 năm 1940 rồi sau đó tham gia Cuộc xâm lăng Liên Xô do Đức dẫn đầu trong tháng 6 năm 1941. Vì nhu cầu cần thiết, Wallenberg phải làm người đại diện cá nhân cho Lauer, đi sang Hungary để làm việc kinh doanh thay cho Lauer và cũng để xem xét tình hình các thành viên trong đại gia đình của Lauer, những người vẫn còn ở lại Budapest. Ông đã sớm học nói được tiếng Hungary, và từ năm 1941 ngày càng thường xuyên du hành sang Budapest. Trong vòng một năm, Wallenberg là người đồng sở hữu và là giám đốc quốc tế của công ty. Trong khả năng này Wallenberg cũng thực hiện nhiều chuyến đi kinh doanh sang Đức và vùng Pháp bị Đức chiếm đóng trong những năm đầu Chiến tranh thế giới thứ hai. Chính trong những chuyến đi này mà Wallenberg đã có thể quan sát kỹ các phương pháp hành chính quan liêu của Đức Quốc xã, những kiến thức chứng tỏ là rất có giá trị với Wallenberg sau này.
Trong khi đó, tình hình ở Hungary đã bắt đầu xấu đi vì chiều hướng của cuộc chiến tranh bắt đầu xoay chuyển dứt khoát chống lại Đức và các đồng minh của nó. Sau thất bại thảm khốc của khối Trục ở Trận Stalingrad (trong đó quân đội Hungary chiến đấu bên cạnh quân Đức phải chịu một tỷ lệ thương vong kinh khủng 84%) chế độ Miklos Horthy đã bắt đầu bí mật theo đuổi các cuộc đàm phán hòa bình với Hoa Kỳ và Vương quốc Anh. Khi biết được trò hai mang của Miklos Horthy, Hitler đã ra lệnh cho quân đội Đức thi hành cuộc chiếm đóng Hungary trong tháng 3 năm 1944. Wehrmacht đã nhanh chóng nắm quyền kiểm soát nước này và đặt Horthy dưới sự quản thúc tại gia. Một chính phủ bù nhìn thân Đức đã được lập ra ởBudapest, nhưng quyền lực thực tế do viên thống đốc quân sự Đức, lữ đoàn trưởng đơn vị schuizstaffel (SS) Edmund Veesenmayer nắm giữ. Với việc Đức Quốc xã nắm quyền kiểm soát, thì an ninh tương đối mà người Do Thái được hưởng ở Holocaust đã chấm dứt. 
Tháng 4 và tháng 5 năm 1944, những người Đức và đồng bọn của họ bắt đầu đưa hàng loạt người Do Thái ởHungary vào các trại tập trung ở Ba Lan do Đức chiếm đóng. Dưới sự đích thân chỉ huy của trung tá SS Adolf Eichmann, những vụ lưu đày đã diễn ra với mức độ 12.000 người mỗi ngày.

### Được Ban người tỵ nạn chiến tranh tuyển mộ
Cuộc bách hại người Do Thái tại Hungary đã sớm được nước ngoài biết đến, không giống như mức độ đầy đủ của Holocaust. Vào cuối mùa xuân năm 1944, George Mantello công bố cái bây giờ được gọi là "báo cáo Wetzler-Vrba", một bản tường thuật chi tiết các hoạt động của Trại tập trung Auschwitz được viết bởi hai tù nhân mới vượt ngục. Sau khi báo cáo được công bố, chính quyền của Tổng thống Mỹ Franklin D. Roosevelt nhờ Ban người tị nạn chiến tranh (War Refugee Board) tìm kiếm một giải pháp cho cuộc khủng hoảng nhân đạo tại Hungary. Mùa xuân năm 1944, Roosevelt cử viên chức Bộ Ngân khố Hoa Kỳ Iver C.Olsen tới Stockholm làm đại diện của "Ban người tỵ nạn chiến tranh". Olsen được tổng thống Roosevelt giao nhiệm vụ cụ thể là tìm kiếm cách để hỗ trợ người Do Thái ở Hungary. Tuy nhiên, đó không phải là lý do duy nhất để gửi Olsen đến Thụy Điển. Ngoài nhiệm vụ làm việc cho "Ủy ban người tỵ nạn chiến tranh", Olsen cũng bí mật hoạt động như người lãnh đạo hoạt động chiến tranh Kinh tế chi nhánh Stockholm của Office of Strategic Services (OSS), cơ quan tình báo của Hoa Kỳ trong Chiến tranh thế giới thứ hai.
Trong việc tìm kiếm một người tình nguyện có thể tới Budapest để tổ chức chương trình giải cứu những người Do Thái, Olsen đã thiết lập một ủy ban gồm nhiều người Do Thái ở Thụy Điển nhằm tìm một người thích hợp để tới Budapest dưới vỏ bọc ngoại giao và lãnh đạo hoạt động giải cứu theo kế hoạch của "Ủy ban người tỵ nạn chiến tranh". Một thành viên trong Ủy ban nói trên là Kalman Lauer, người cộng tác kinh doanh của Wallenberg.
Người đầu tiên được Ủy ban chọn để lãnh đạo sứ mạng này là bá tước Folke Bernadotte, phó chủ tịch cơ quan Chữ Thập đỏ Thụy Điển và là người trong hoàng tộc Thụy Điển. Khi đề nghị bổ nhiệm Bernadotte bị Hungary bác bỏ, thì Lauer gợi ý đưa Wallenberg làm người thay thế. Wallenberg đã được Lauer giới thiệu với Olsen trong tháng 6 năm 1944 và đã để lại ấn tượng tốt, nên ngay sau đó Olsen đã bổ nhiệm Wallenberg lãnh đạo sứ mạng này. Việc Olsen chọn Wallenberg ban đầu đã bị một vài viên chức Hoa Kỳ phản đối vì nghi ngờ sự đáng tin cậy của Wallenberg, do mối quan hệ thương mại tồn tại giữa doanh nghiệp thuộc sở hữu của gia đình Wallenberg với chính phủ quốc xã Đức. Tuy nhiên những khác biệt này cuối cùng đã được vượt qua và Bộ Ngoại giao Thụy Điển đã đồng ý bổ nhiệm Wallenberg vào phái bộ ngoại giao của mình ở Budapest theo yêu cầu của Hoa Kỳ, để đổi lấy việc Hoa Kỳ giảm áp lực ngoại giao trên những người Thụy Điển trung lập, đòi họ cắt giảm chính sách tự do mậu dịch với Đức.

## Sứ mệnh tới Budapest
Khi Wallenberg tới Công sứ quán của Thụy Điển ở Budapest trong tháng 7 năm 1944, thì chiến dịch chống những người Do Thái ở Hungary đã được tiến hành trong nhiều tháng. Từ tháng 5 tới tháng 7 năm 1944, Eichmann và những cộng sự viên của ông ta đã lưu đày thành công trên 400.000 người Do Thái bằng xe lửa chở hàng hóa, trong số này có 15.000 người được đưa trực tiếp tới Trại tập trung Auschwitz ở miền nam Ba Lan. Vào thời điểm mà Wallenberg tới Budapest, chỉ còn khoảng 230.000 người Do Thái vẫn còn ở Hungary. Cùng với nhà ngoại giao Thụy Điển đồng nghiệp Per Anger, ông đã cấp các "hộ chiếu che chở" (tiếng Đức: Schutz-Pass), xác nhận những người mang hộ chiếu đó là công dân Thụy Điển đang chờ hồi hương, và do đó ngăn ngừa việc đày ải họ. Mặc dù không hợp pháp, nhưng những hộ chiếu này trông có vẻ chính thức và thường được chính quyền Hungary và Đức - những người đôi khi cũng được hối lộ - chấp nhận. Công sứ quán Thụy Điển ở Budapest cũng thành công trong việc thương lượng với những người Đức để những người mang "hộ chiếu che chở" được đối xử như công dân Thụy Điển và khỏi phải đeo phù hiệu màu vàng mà những người Do Thái phải đeo.
Bằng tiền do "Ủy ban người tỵ nạn chiến tranh" cung cấp, Wallenberg đã thuê 32 tòa nhà ở Budapest và công bố chúng thuộc lãnh thổ hải ngoại (extraterritorial) của Thụy Điển, được quyền miễn trừ ngoại giao. Ông gắn các tấm biển như "Thư viện Thụy Điển" và "Viện Nghiên cứu Thụy Điển" trên các cánh cửa và treo các cờ Thụy Điển lớn ở trước các tòa nhà để che đậy. Các tòa nhà đó đã dung nạp gần 10.000 người Do Thái.
Sandor Ardai, một trong những tài xế làm việc cho Wallenberg, đã kể lại những gì mà Wallenberg đã làm khi ông chặn một chuyến xe lửa chất đầy người Do Thái sắp rời ga để tới Auschwitz:
.. ông ta leo lên nóc xe lửa và trao các "hộ chiếu che chở" qua các cửa chưa niêm phong. Ông lờ đi lệnh của những người Đức bắt ông xuống khỏi tàu, rồi những người thuộc đảng Arrow Cross (đảng Quốc xã Hungary) bắt đầu bắn và quát mắng đuổi ông ta đi. Ông ta lờ họ đi và thản nhiên tiếp tục trao các hộ chiếu vào tay những người với tới (hộ chiếu). Tôi tin là những người đảng Quốc xã Hungary cố ý nhắm (mục tiêu) phía bên trên đầu ông, vì không phát súng nào trúng ông. Tôi nghĩ đây là những gì mà họ làm vì họ quá ấn tượng bởi sự dũng cảm của ông. Sau khi Wallenberg đã trao hết hộ chiếu cuối cùng, ông ra lệnh cho những người có hộ chiếu rời khỏi xe lửa và đi tới dẫy xe đậu gần đó, tất cả đều ghi dấu cờ Thụy Điển. Tôi không nhớ chính xác là bao nhiêu, nhưng ông ta đã cứu nhiều người ra khỏi xe lửa, và người Đức cùng các đảng viên Quốc xã Hungary đã đứng chết lặng, họ để cho ông ta đi với đoàn xe.

Váo lúc cao điểm của chương trình, trên 350 người đã tham gia vào việc giải cứu những người Do Thái. Nữ tu Sára Salkaházi đã bị bắt vì che giấu các phụ nữ Do Thái và đã bị các đảng viên đảng Quốc xã Hungary giết. Nhà ngoại giao Thụy Sĩ Carl Lutz cũng cấp những "hộ chiếu che chở" của Đại sứ quán Thụy Sĩ cho người Do Thái trong mùa xuân năm 1944; và doanh nhân người Ý Giorgio Perlasca đã giả làm một nhà ngoại giao Tây Ban Nha và đã cấp các thị thực (visas) giả mạo (cho người Do Thái). Berber Smit (Barbara Hogg), con gái của Lolle Smit (1892–1961), giám đốc của N.V. Philips Budapest và là một gián điệp Hà Lan làm việc cho cơ quan Secret Intelligence Service (Cơ quan Tình báo mật, viết tắt là MI6) của Anh, cũng đã trợ giúp Wallenberg. Theo người con trai của bà cho biết, bà đã có mối tình lãng mạn với ông ta. Một người con gái khác của Lolle Smit - Reinderdina Petronella (1922–1945) – qua đời ngày 18.8.1945 ở Bucharest.
Wallenberg bắt đầu ngủ ở một nhà khác nhau mỗi đêm, để tránh khỏi bị các đảng viên Quốc xã Hungay hoặc những người của Adolf Eichmann bắt cóc hoặc giết chết. Hai ngày trước khi quân Liên Xô chiếm Budapest, Wallenberg đã thương thuyết với cả Eichmann lẫn trung tướng Gerhard Schmidthuber, người chỉ huy tối cao lực lượng Đức ở Hungary. Wallenberg đã hối lộ Pál Szalai đảng viên đảng Quốc xã Hungary để trao một công hàm trong đó Wallenberg thuyết phục những người Đức hủy bỏ nỗ lực cuối cùng nhằm tổ chức một death march (những cuộc đi bộ chết người) của những người Do Thái còn ở lại Budapest bằng cách đe dọa sẽ truy tố họ phạm tội chiến tranh một khi chiến tranh đã chấm dứt.
Những người được Wallenberg cứu thoát trong đó có nhà hoá sinh Lars Ernster, được giấu trong Đại sứ quán Thụy Điển ở Budapest, và Tom Lantos, sau này là dân biểu Hạ viện Hoa Kỳ, người đã sống ở một trong các nhà che chở của Thụy Điển.

## Mất tích
Ngày 29.10.1944 các đơn vị Hồng quân dưới quyền chỉ huy của Nguyên soái Rodion Malinovsky mở cuộc tấn công Budapest, tới cuối tháng 12 cùng năm thì thành phố này hoàn toàn bị lực lượng Liên Xô bao vây. Dù vậy, viên chỉ huy quân Đức ở Budapest, thiếu tướng SS Karl Pfeffer-Wildenbruch, không chịu đầu hàng, làm cho cuộc vây hãm thủ đô Hungary trở thành "Cuộc vây hãm kéo dài và đẫm máu". Vào lúc cao điểm của trận chiến, ngày 17.1.1945, Wallenberg được gọi tới đại bản doanh của Nguyên soái Malinovsky ở Debrecen do bị nghi là làm gián điệp cho Hoa Kỳ và việc làm gián điệp cho "Ban người tỵ nạn chiến tranh". Những lời cuối cùng của Wallenberg được thu âm là: "Tôi đang đi tới chỗ của Malinovsky... Tôi chưa biết mình sẽ là một người khách hay là tù nhân". Các tài liệu tìm thấy trong năm 1993 từ hồ sơ lưu trữ quân sự bí mật của Xô Viết trước đây và công bố trên tờ báo Thụy Điển"Svenska Dagbladet" cho thấy rằng một lệnh bắt giữ Wallenberg do Phó ủy viên Quốc phòng (sau này là thủ tướng Liên Xô) Nikolai Bulganin ký và chuyển đến đại bản doanh của Malinovsky vào ngày Wallenberg mất tích. Năm 2003, một cuộc xem xét lại các thư từ giao dịch của Liên Xô trong thời chiến đã cho thấy là Vilmos Böhm, một chính trị gia Hungary và cũng là một điệp viên của Liên Xô có thể đã đưa tên Wallenberg cho NKVD như một người cần bắt giữ vì có thể đã dính líu trong hoạt động gián điệp.
Thông tin về Wallenberg sau khi ông bị giam phần lớn là ước đoán; có nhiều nhân chứng cho biết đã gặp ông trong lúc ông bị tù. Wallenberg được chở bằng xe lửa từ Debrecen, qua România, tới Moskva. Các người Xô-Viết có thể đã đưa ông về thủ đô của họ với hy vọng trao đổi ông để lấy "những người Liên Xô bỏ nước trốn" sang ở Thụy Điển. Ngày 16.1.1945 Vladimir Dekanosov đã thông báo cho những người Thụy Điển biết là Wallenberg hiện đang ở dưới sự che chở của chính quyền Xô Viết. Ngày 21.1.1945, Wallenberg được chuyển tới nhà tù Lubyanka của KGB và giam trong xà lim 123 cùng với người đồng tù Gustav Richter, cựu tùy viên cảnh sát ở Đại sứ quán Đức tại Romania. Năm 1955 Richter chứng thực ở Thụy Điển rằng Wallenberg đã một lần bị thẩm vấn trong khoảng 1 giờ rưỡi, trong đầu tháng 2 năm 1945. Ngày 1.3.1945, Richter được chuyển khỏi xà lim của mình và không bao giờ gặp lại Wallenberg nữa.
Ngày 8.3.1945, đài phát thanh Hungary dưới quyền kiểm soát của Liên Xô loan báo là Wallenberg và người tài xế của ông đã bị giết trên đường tới Debrecen, ngụ ý là họ đã bị người của "Đảng Quốc xã Hungary" hoặc Gestapo giết. Bộ trưởng Bộ Ngoại giao Thụy Điển, Östen Undén, và đại sứ Thụy Điển ở Liên Xô, Staffan Söderblom, tưởng lầm rằng họ đã chết. Tháng 4 năm 1945, William Averell Harriman của Bộ Ngoại giao Hoa Kỳ đề nghị giúp chính phủ Thụy Điển trong việc điều tra về số phận của Wallenberg, nhưng đã bị từ chối. Đại sứ Söderblom đã gặp Vyacheslav Molotov và Stalin ở Moskva ngày 15.6.1946. Söderblom, vẫn tin rằng Wallenberg đã chết, lờ đi cuộc thương lượng về việc trao đổi (Wallenberg) lấy những người Liên Xô đào tẩu sang Thụy Điển.

### Chết
Ngày 6.2.1958, Liên Xô phát hành một tài liệu đề ngày 17.7.1947, trong đó nói rằng: "Tôi báo cáo là tù nhân Wallenberg, người mà ông biết rõ, đã chết thình lình trong xà lim của ông ta trong đêm nay, dường như vì bị cơn suy tim hay liệt tim. Theo chỉ thị của ông là tôi phải đích thân trông nom ông ta, nên tôi xin sự chấp thuận cho làm cuộc giải phẫu tử thi để thiết lập nguyên nhân của cái chết… Tôi đã đích thân báo cho ông bộ trưởng và đã có lệnh đem tử thi đi thiêu không cần giải phẫu tử thi để khám nghiệm". Tài liệu này do Smoltsov ký, lúc đó là người đứng đầu bệnh xá của nhà tù Lubyanka của KGB, và được gửi cho Viktor Semyonovich Abakumov, bộ trưởng Bộ An ninh nhà nước Liên Xô. Năm 1989, Liên Xô đã trao trả các đồ dùng cá nhân của Wallenberg cho gia đình ông, trong đó có cả hộ chiếu và hộp đựng thuốc lá. Các viên chức Liên Xô nói rằng họ tìm thấy những vật đó khi họ nâng cấp các kệ trong một phòng lớn.
Năm 1991, Vyacheslav Nikonov được chính phủ Nga trao nhiệm vụ điều tra về số phận của Wallenberg. Ông đã kết luận là Wallenberg chết năm 1947, bị hành quyết khi là tù nhân ở nhà tù Lubyanka.
Tại Moskva năm 2000, Alexander Nikolaevich Yakovlev tuyên bố là Wallenberg đã bị xử tử năm 1947 trong nhà tù Lubyanka. Ông cho biết là Vladimir Kryuchkov, viên cựu trưởng công an mật vụ Liên Xô đã nói cho ông ta biết về vụ bắn (Wallenberg) trong một cuộc nói chuyện riêng tư. Lời tuyên bố đó đã không giải thích vì sao Wallenberg bị giết hoặc tại sao chính phủ (Liên Xô) đã nói dối về vụ đó. Tướng Pavel Sudoplatov tuyên bố rằng Raoul Wallenberg đã chết sau khi bị đầu độc bởi Grigory Mairanovsky,một tên sát nhân NKVD nổi tiếng. Năm 2000, công tố viên Nga Vladimir Ustinov đã ký một quyết định phục hồi sau khi chết cho Wallenberg và người tài xế của ông, Langfelder, là các "nạn nhân của sự đàn áp chính trị". Một số hồ sơ liên quan tới Wallenberg đã được chính phủ Nga chuyển cho vị rabbi trưởng của Nga trong tháng 9 năm 2007. Các hồ sơ này được chứa trong "Nhà bảo tàng Khoan dung" (Museum of Tolerance) ở Moskva, được dự kiến sẽ mở trong năm 2011.

### Tranh cãi về cái chết của Wallenberg
Nhiều cựu tù nhân đã quả quyết là họ đã nhìn thấy Wallenberg sau khi ông được báo cáo là đã chết trong năm 1947. Tháng 2 năm 1949, cựu đại tá quân đội Đức Quốc xã Theodor von Dufving, một tù nhân chiến tranh, đã đưa ra những tuyên bố có tính chất chứng cứ liên quan đến Wallenberg. Khi ở trong trại quá cảnh tại tỉnh Kirov, trên đường đến Vorkuta, Dufving đã gặp một tù nhân mặc quần áo dân sự có một íinh gác đặc biệt riêng. Tù nhân này cho biết mình là một nhà ngoại giao Thụy Điển và rằng ông ta ở đó "do một sai lầm lớn"
Người nổi tiếng chuyên săn lùng các tên tội phạm Đức quốc xã cũ, Simon Wiesenthal đã điều tra tìm kiếm Wallenberg và đã thu thập được nhiều chứng cứ. Ví dụ, doanh nhân người Anh Greville Wynne, người đã bị cầm tù trong nhà tù Lubyanka năm 1962 vì quan hệ của ông với Oleg Penkovsky – một nhân viên KGB đào ngũ sang nước khác – nói rằng ông đã nói chuyện với một người, nhưng không thể nhìn thấy mặt, người đó quả quyết rằng mình là một nhà ngoại giao Thụy Điển. Efim (hoặc Yefim) Moshinsky nói rằng mình đã thấy Wallenberg trên đảo Wrangel năm 1962. Một nhân chứng quả quyết rằng bà đã nhìn thấy tận mắt Wallenberg trong thập niên 1960 ở một nhà tù Liên Xô.
Trong một cuộc đàm đạo riêng tư tại một buổi tiếp tân về những điều kiện giam giữ trong các nhà tù Liên Xô giữa thập niên 1970, một viên tướng KGB được tường thuật là đã nói rằng "các điều kiện (trong nhà tù) không thể là khắc nghiệt, (vì ông) cho rằng trong nhà Lubyanka có một số tù nhân người nước ngoài đã ở đó trong gần ba thập niên".
Việc nhìn thấy Wallenberg được tường thuật chót là bởi 2 người chứng độc lập, nói rằng họ có bằng chứng là ông ta ở trong một nhà tù trong tháng 11 năm 1987.
Do sáng kiến của Guy von Dardel, một nhóm làm việc gồm người Nga và Thụy Điển đã được thành lập năm 1991 để tìm kiếm 11 hồ sơ lưu trữ quân sự và chính phủ riêng biệt từ thời Liên Xô cũ tìm thông tin về số phận của Wallenberg.
Người em cùng mẹ khác cha của Raoul Wallenberg, giáo sư Guy von Dardel, một nhà vật lý học nổi tiếng của CERN đã nghỉ hưu, đã dành mọi công sức để tìm hiểu số phận của anh mình. Ông đã sang Liên Xô khoảng 50 lần để thảo luận và điều tra, trong đó có việc xem xét các hồ sơ của nhà tù Vladimir. Trong nhiều năm, giáo sư von Dardel đã thu thập được một hồ sơ lưu trữ 50.000 trang các cuộc phỏng vấn, bài báo, thư tín và các tài liệu khác liên quan đến việc tìm kiếm lâu dài khó khăn của mình. Nhiều người, trong đó có giáo sư von Dardel và các người con gái của ông, Louise và Marie, không chấp nhận những tường thuật khác nhau về cái chết của Wallenberg. Họ tiếp tục yêu cầu mở các hồ sơ lưu trữ ở Nga, Thụy Điển và Hungary cho những nhà nghiên cứu công minh không thiên vị. Người cháu gái của Wallenberg, Louise von Dardel, là nhà hoạt động chính trong gia đình, đã dành rất nhiều thời gian để nói về Wallenberg và vận động hành lang ở nhiều nước khác nhau yêu cầu giúp phát hiện thông tin về người bác của mình.

## Phiên tòa trình diễn năm 1953
Tháng 4 năm 1952, "Cơ quan quyền lực bảo vệ nhà nước" (tức Lực lượng Cảnh sát mật vụ) Hungary (tiếng Hungary: Államvédelmi Hatóság hoặc ÁVH) đã bắt cóc Miksa Domonkos, László Benedek và Lajos Stöckler, 3 người lãnh đạo Cộng đồng Do Thái ở Budapest, để moi ra nhũng lời thú tội. Hai người có vẻ là nhân chứng – Pál Szalai và Károly Szabó – cũng bị bắt và hỏi cung bằng tra tấn. Đây là việc chuẩn bị cho một phiên tòa trình diễn (show trial) sẽ được "Cơ quan quyền lực bảo vệ nhà nước"dựng lên trong năm 1953 để chứng minh là Wallenberg không được đưa sang Liên Xô năm 1945, nhưng là nạn nhân của những thành viên phong trào phát triển và bảo vệ nhà nước Do Thái (Zionist) toàn cầu.
Ý tưởng cho rằng "những kẻ giết Wallenberg" là những phần tử Zionist ở Budapest ban đầu được Ernő Gerő nhà lãnh đạo Cộng hòa Nhân dân Hungary ủng hộ, được bày tỏ trong một thư ngắn của ông ta gửi cho bí thư thứ nhất Mátyás Rákosi. Phiên tòa trình diễn dự kiến tổ chức ở Moskva. Nhưng sau cái chết của Stalin và Lavrentiy Beria, "Cơ quan quyền lực bảo vệ nhà nước" Hungary đã ngưng các việc chuẩn bị cho phiên tòa trình diễn đó và thả các tù nhân ra. Domonkos phải nhập viện một tuần lễ và ngay sau đó chết ở nhà, chủ yếu do bị tra tấn trước đó.

## Nghi vấn về quan hệ với cơ quan Tình báo Hoa Kỳ
Tháng 5 năm 1996 Cơ quan Tình báo Trung ương (Hoa Kỳ) công bố hàng ngàn tài liệu đã được phân loại trước đây về Raoul Wallenberg, đáp ứng theo yêu cầu của Freedom of Information Act (Luật Tự do truy cập dữ liệu thông tin quốc gia). Các tài liệu, cùng với một cuộc điều tra được đăng trên tạp chí US News and World Report, dường như xác nhận sự nghi ngờ lâu nay là Wallenberg đã là một intelligence asset (cộng tác viên tình báo người nướcngoài) của Hoa Kỳ trong thời gian ông ở Hungary. Ngoài ra tên của Wallenberg cũng xuất hiện trên một bảng phân công được tìm thấy trong National Archives Cơ quan lưu trữ hồ sơ tài liệu quốc gia) trong đó liệt kê tên của các điệp viên liên quan đến cơ quan tiền nhiệm thời chiến của CIA là (OSS), các tài liệu cũng bao gồm một bản ghi nhớ năm 1954 từ một nguồn CIA vô danh xác định một người Hungary sống lưu vong ở Stockholm, mà theo tác giả : "hỗ trợ...trong việc đưa Roul [sic] Wallenberg vào Hungary trong Chiến tranh thế giới thứ hai như là một điệp viên của OSS". Một bản ghi nhớ khác đã giải mật được William Henhoeffer, người phụ trách Thư viện CIA, viết vào năm 1990, mô tả bản kết luận rằng Wallenberg đã làm việc cho OSS khi ở Budapest "về cơ bản là chính xác.
Một thông cáo do chi nhánh OSS ở Bari, Ý gửi ngày 7.11.1944 dường như đã nhìn nhận rằng Wallenberg đóng vai một sĩ quan liên lạc không chính thức giữa OSS và Phong trào độc lập Hungary, một tổ chức kháng chiến bí mật trong thời Chiến tranh thế giới thứ hai. Thông báo của OSS lưu ý các cuộc tiếp xúc của Wallenberg với Geza Soos, một nhà lãnh đạo cấp cao của Phong trào độc lập Hungary và giải thích thêm là "chỉ được tiếp xúc với Soos" thông qua công sứ quán Thụy Điển ở Budapest, là nơi làm việc của Wallenberg và được dùng làm trung tâm hoạt động cho mưu toan giúp đỡ người DoThái ở Hungary của ông. Việc xác nhận của thông báo này rằng Wallenberg "sẽ biết nếu ông ta (Soos) không có mặt ở Budapest" là điều kỳ lạ, vì trong tháng 11 năm 1944 Soos đi ẩn tránh, và chỉ những người thân cận với Phong trào độc lập Hungary mới biết nơi ông ta cư ngụ. Kết luận này được vững thêm bởi chứng cứ bổ sung cho rằng những liên lạc từ Phong trào độc lập Hungary với OSS đầu tiên được chuyển tới Stockholm rồi sau đó mới chuyển về Washington thông qua Iver C. Olsen, điệp viên OSS, người đã tuyển mộ và gửi Wallenberg tới Budapest trong tháng 6 năm 1944.
Việc tiết lộ đặc biệt này đã làm tăng thêm sự suy đoán rằng, ngoài nỗ lực giải cứu những người Do Thái ở Hungary, Wallenberg cũng có thể theo đuổi một nhiệm vụ bí mật song song nhằm làm cho Chính phủ thân Đức Quốc xã của Hungary mất ổn định chính trị, nhân danh OSS. Điều này dường như đã khiến một số người tin vào lời giải thích tiềm ẩn là chính sự liên kết của ông ta với Cơ quan OSS đã dẫn tới việc Liên Xô nhắm vào Wallenberg trong tháng 1 năm 1945.

## Gia đình
Năm 2009, phóng viên Joshua Prager đã tiết lộ trên tờ Wall Street Journal là cả bà mẹ và cha dượng của Wallenberg đều tự tử bằng cách uống thuốc quá liều lượng trong 2 ngày riêng biệt vào năm 1979. Người con gái của họ, Nina Lagergren, em cùng mẹ khác cha của Wallenberg cho rằng cuộc tự tử của họ là do tuyệt vọng vì không thể tìm được Wallenberg.
Người con gái của Nina, Nane Maria Lagergren, kết hôn với Kofi Annan.

## Vinh dự
Wallenberg đã 2 lần được đề cử cho Giải Nobel Hòa bình, năm 1948 bởi hơn 50 người đề cử hợp cách và năm 1949 bởi một người đề cử (vào thời điểm đó, về mặt kỹ thuật thì giải có thể được truy tặng, nhưng ý tưởng truy tặng như vậy bị tranh cãi).

### Argentina
Tại Buenos Aires, có một đài kỷ niệm vinh danh Wallenberg ở một công viên. Đây là bản sao của đài kỷ niệm ở London do Philip Jackson làm, được khánh thành năm 1998, có thể nhìn thấy từ Đại lộ Figueroa Alcorta ở vùng lân cận Palermo.

### Úc
Tại Melbourne, một đài tưởng niệm nhỏ vinh danh Wallenberg được đặt trong Trung tâm nghiên cứu và Nhà bảo tàng Holocaust Do Thái; một đài kỷ niệm dành cho ông ở góc đường phố Princess Street và High Street, Kew; cùng một cây và một ghế tưởng niệm ở tòa thị chính St. Kilda. Trung tâm Dược lý thần kinh lâm sàng Úc (Australian Centre for Clinical Neuropharmacology) ở Melbourne được đặt tên là "The Raoul Wallenberg Centre" nhân dịp kỷ niệm sinh nhật thứ 89 của Raoul Wallenberg. Ở Sydney có một vườn và tượng điêu khắc Raoul Wallenberg ở Woollahra, và một tượng Wallenberg bên trong Nhà bảo tang Do Thái của Úc. Các cây tưởng niệm được trồng ở phía trước trụ sở Nghị viện liên bang cùng ở nhiều địa điểm khác.

### Áo
Ở quận 22 thành phố Vienne có một đường phố đặt tên là "Raoul-Wallenberg-Gasse".

### Canada
Wallenberg là người đầu tiên được trao chức công dân danh dự của Canada năm 1985; đồng thời chính phủ Canada công bố lấy ngày 17 tháng Giêng – ngày ông ta mất tích - là "ngày Raoul Wallenberg" ở Canada.
Nhiều đài tưởng niệm, công viên và đài kỷ niệm vinh danh Wallenberg được dựng lên khắp nơi ở Canada, tong đó có đài tưởng niệm Raoul Wallenberg Memorial ở Công viên Nữ hoàng Elizabeth Park tại Vancouver, Raoul Wallenberg Corner ở Calgary, Công viên Raoul Wallenberg ở Saskatoon, Công viên Raoul Wallenberg ở Ottawa, Ontario, và một đài tưởng niệm ở phía sau Christ Church Cathedral tại khu trung tâm thành phố Montréal, nơi đặt một tượng bán than của Wallenberg và một hộp kim loại đặt trong khung lồng (có dạng như một cổng dây thép gai) đặt bên cạnh nhau. Lối chính vào Công viên Earl Bales ở Toronto, Ontario được đặt tên là Đường Raoul Wallenberg.

### Đức
Các đường phố đặt theo tên Wallenberg ở cả Đông và Tây Berlin. Một Wallenberg-Straße (đường phố Wallenberg) (đặt tên năm 1967) ở quận phía tây thành phố Wilmersdorf, một Raoul-Wallenberg-Straße (đặt tên năm 1992), và một trạm S-Bahn (đường sắt trong khu vực thành phố) nằm ở quận phía đông thành phố Marzahn.

### Hungary
Thành phố Budapest phong cho Wallenberg chức công dân danh dự năm 2003. Có nhiều nơi vinh danh ông, trong đó có Công viên tưởng niệm Raoul Wallenberg, để tưởng niệm những người đã cứu nhiều người Do Thái của thành phố khỏi bị đày ải tới các trại hủy diệt, và tòa nhà trong đó có Đại sứ quán Thụy Điển năm 1945.

### Israel
Israel phong tặng Wallenberg chức công dân danh dự năm 1986 và vinh danh ông ở Đài tưởng niệm Yad Vashem như một trong những Righteous Among the Nations (người công chính giữa các dân tộc); việc phong tặng này là sự công nhận những người không phải dân Do Thái đã cứu người Do Thái thoát khỏi Holocaust. Các phong tặng khác cho Wallenberg ở Israel gồm có ít nhất 5 đường phố đặt theo tên ông. Trên đường phố Raoul Wallenberg ở Tel Aviv, có một tượng giống như một tượng ở Budapest được dựng lên năm 2002 (xem bên dưới), do nhà điêu khắc Imre Varga làm.

### Nga
Một đài tưởng niệm Wallenberg dựng ở sân trong của Thư viện sách ngoại ngữ Rudomino của Nga ở Moskva, và một viện giáo dục ở Sankt-Peterburg được đặt theo tên ông.

### Thụy Điển
Năm 2001, một đài tưởng niệm được dựng lên ở Stockholm để vinh danh Wallenberg. Đài này do vua Carl XVI Gustaf của Thụy Điển mở tấm che khánh thành, tại một buổi lễ có Tổng thư ký Liên Hợp Quốc Kofi Annan và phu nhân Nane Maria Annan (cháu gọi Wallenberg bằng bác) tham dự. Bức tượng điêu khắc trừu tượng mô tả người đứng dậy từ bệ bê tông, kèm theo bản sao bằng đồng thau chữ ký của Wallenberg. Tại buổi lễ khánh thành, vua Carl XVI Gustaf của Thụy Điển nói: "Wallenberg là một gương mẫu lớn cho những ai trong chúng ta muốn sống như bạn loài người" Kofi Annan ca ngợi Wallenberg là "một người truyền cảm hứng cho tất cả chúng ta để hành động khi chúng ta có thể và để có can đảm giúp đỡ những ai bị đau khổ và cần được giúp đỡ".
Một đài tưởng niệm Wallenberg cũng được dựng lên ở Göteborg, gần nhà thờ Haga. Kofi Annan đã đến dự buổi lễ khánh thành đài tưởng niệm này.

### Vương quốc Anh
Một đài tưởng niệm Raoul Wallenberg đã được dựng lên tại Quảng trường Great Cumberland ở London bên ngoài Western Marble Arch Synagogue. Trong thập niên 1990 và 2000, đã nhiều lần Nữ hoàng Elizabeth II của Anh và Charles, Hoàng thân xứ Wales tới bày tỏ lòng nưỡng mộ Wallenberg tại Western Marble Arch. Cũng có một đài tưởng niệm Wallenberg ở gầns "Welsh National War Memorial" trong Alexandra Gardens, Cardiff.

### Hoa Kỳ
Năm 1981, Quốc hội Hoa Kỳ đã phong tặng Wallenberg là công dân danh dự Hoa Kỳ, người thứ hai có vinh dự này, sau Winston Churchill (tính đến nay chỉ có sáu người từng được nhận vinh dự này). Năm 1985, phần tây nam của 15th Street, ở Washington, D.C. trong đó có United States Holocaust Memorial Museum (Nhà bảo tàng tưởng niệm Holocaust Hoa Kỳ), đã được đặt tên lại là Quảng trường Raoul Wallenberg bởi Đạo luật của Quốc hội.
Năm 1997, Cơ quan Bưu chính Hoa Kỳ đã phát hành một tem thư để vinh danh Wallenberg. Dân biểu Tom Lantos, một trong những người được Wallenberg cứu sống, nói rằng: "Chúng ta tôn vinh (ông ta) bằng một tem thư Hoa Kỳ là thích đáng nhất. Trong thời buổi thiếu vắng anh hùng này, thì Wallenberg là nguyên mẫu của một anh hùng – một người đã liều mạng sống mình ngày này qua ngày khác, để cứu vớt cuộc sống của hàng chục ngàn người mà ông không biết, những người không cùng tôn giáo với ông".
Tại Manhattan, một đài kỷ niệm vinh danh ông đã được dựng ở "Raoul Wallenberg Walk", được đặt theo tên ông, đối diện với trụ sở chính của Liên Hợp Quốc. Lãnh sự quán Thụy Điển đặt nhà điêu khắc Thụy Điển Gustav Kraitz làm đài kỷ niệm này. Tác phẩm điêu khắc, "Hope", là một bản sao chiếc cặp đựng tài liệu của Wallenberg, một quả cầu, 5 cột đá granite đen, và đá đường (sett) trước đây được sử dụng lát đường phố ở ghetto Budapest. Một đài tưởng niệm khác dựng trước tòa nhà Nghệ thuật và Kiến trúc ở Đại học Michigan, nơi Wallenberg tốt nghiệp bằng kiến trúc sư năm 1935.
Các địa điểm mang tên Wallenberg gồm có Raoul Wallenberg Traditional High School ở San Francisco, the PS 194 Raoul Wallenberg School ở Brooklyn, New York, và Đại lộ Raoul Wallenberg ở Trenton, New Jersey.
Từ năm 2005, International Raoul Wallenberg Foundation (Quỹ Raoul Wallenberg quốc tế) đã mở đợt vận động lấy ngày 5 tháng 10 làm "Ngày Raoul Wallenberg" ở Hoa Kỳ, vì đây là ngày Wallenberg được tặng chức công dân danh dự Hoa Kỳ. Từ năm 2010, "Ngày Raoul Wallenberg" đã được tổ chức ở các tiểu bang Colorado, Connecticut, Illinois, Iowa, Maine, Maryland, Michigan, Nebraska, Nevada, New Jersey, New Mexico, West Virginia, và Wyoming.
Wallenberg đã được truy tặng Giải Dũng cảm Dân sự (Civil Courage Prize) của Quỹ Train, để công nhận "extraordinary heroes of conscience" (các anh hùng phi thường về lương tâm).

### Gallery

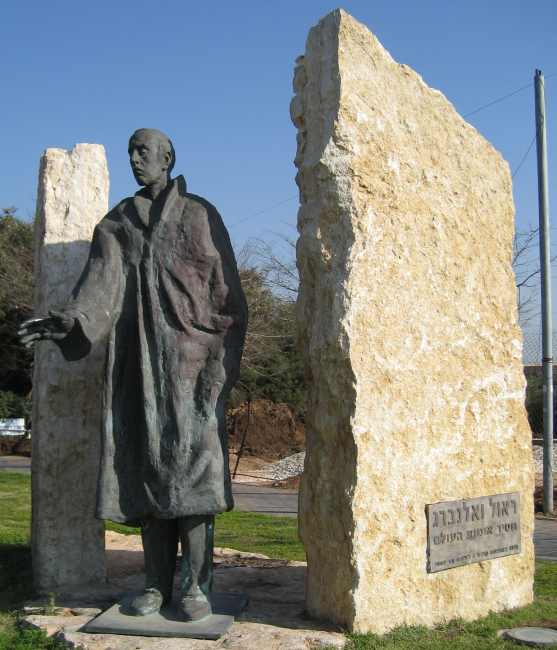
Tượng Raoul Wallenberg, Wallenberg St., Tel-Aviv, Israel.
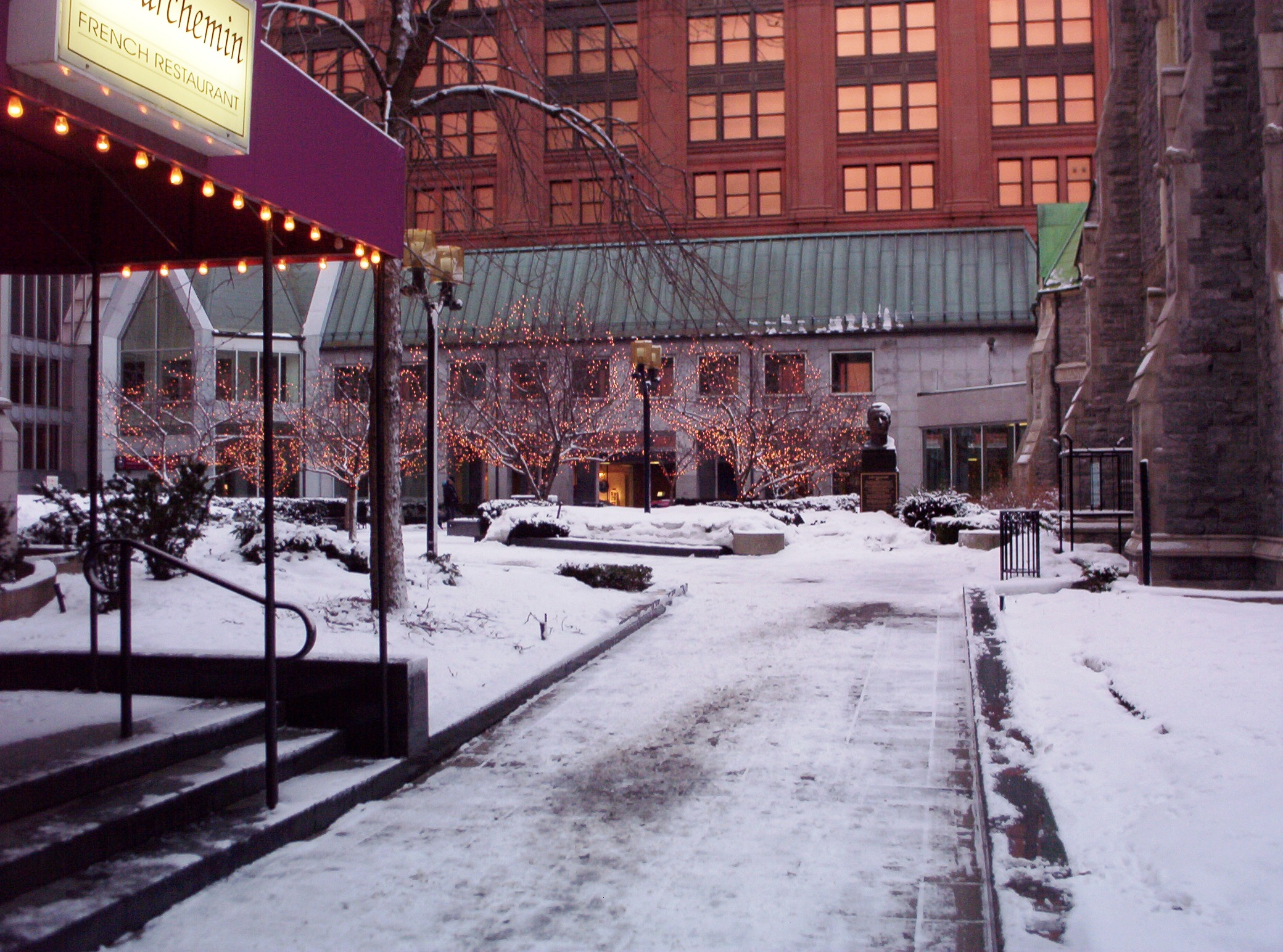
Quảng trường Raoul Wallenberg, Montreal
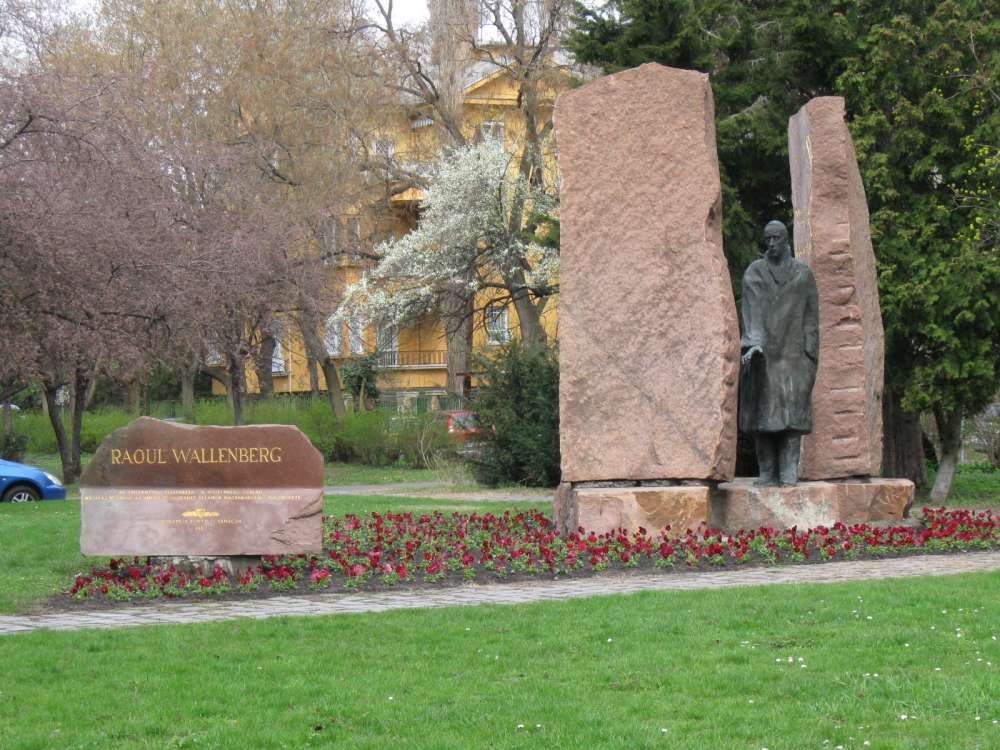
Đài kỷ niệm Wallenberg, Budapest
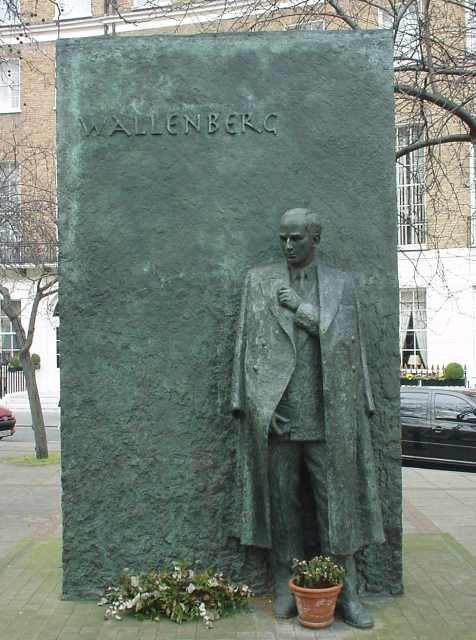
Đài tưởng niệm ở Công viên Great Cumberland, London
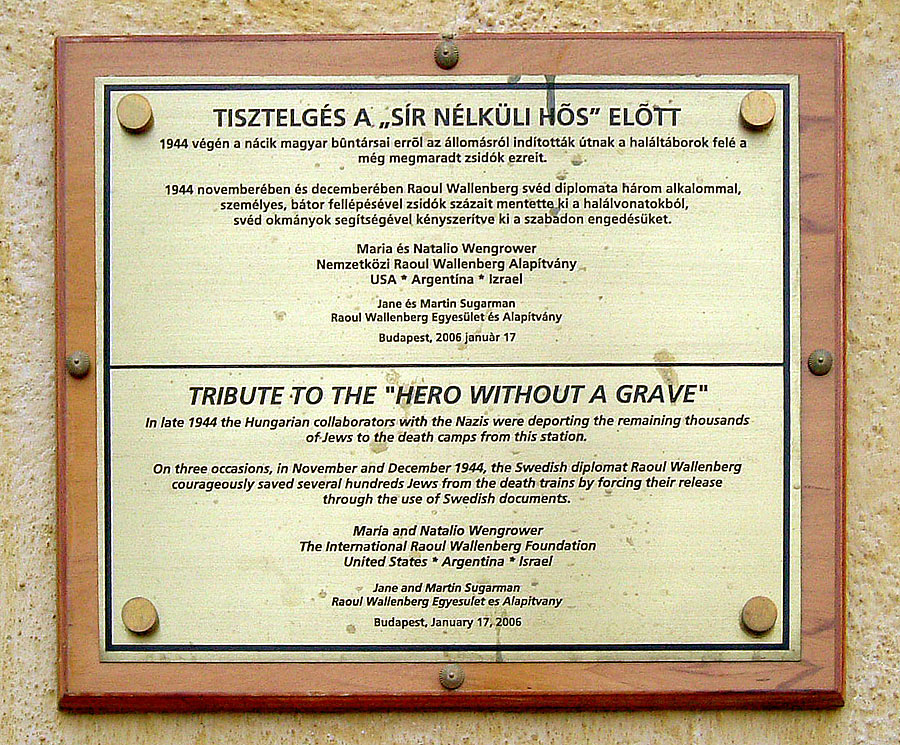
Sign commemorating Wallenberg in Budapest
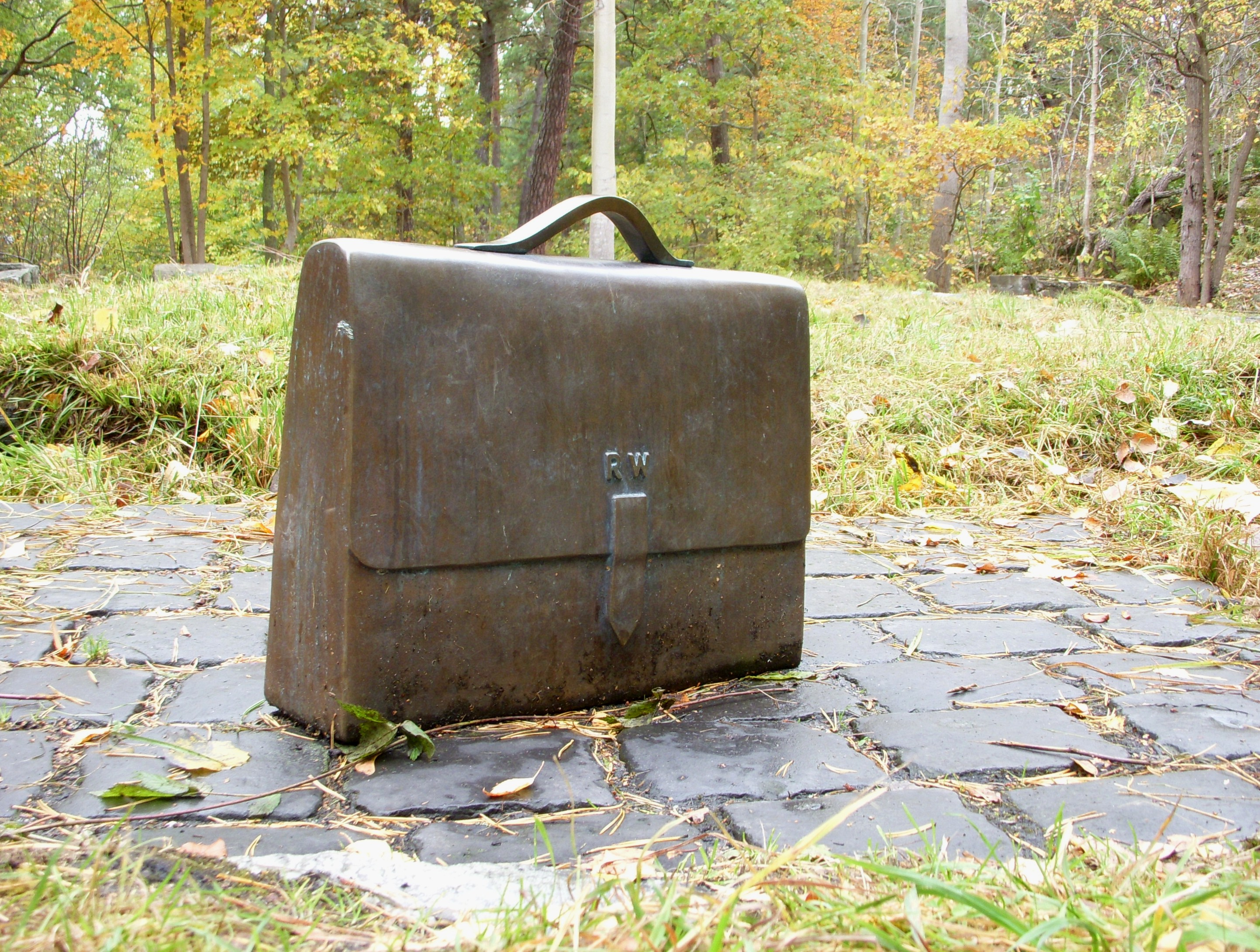
Cặp đựng tài liệu của Wallenberg bằng đồng, với các chữ cái đầu tên R W (Raoul Wallenberg), đặt trên ngưỡng cửa của nhà nghỉ hè ở Kappsta, Lidingö, nơi Wallenberg sinh ra. Đá lát lấy từ Budapest.
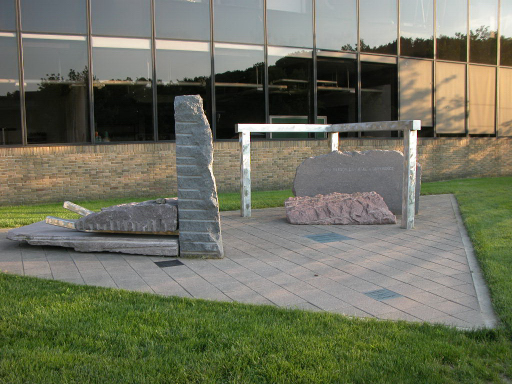
Köszönöm, một đài kỷ niệm ở Đại học Michigan vinh danh cựu sinh viên của trường.
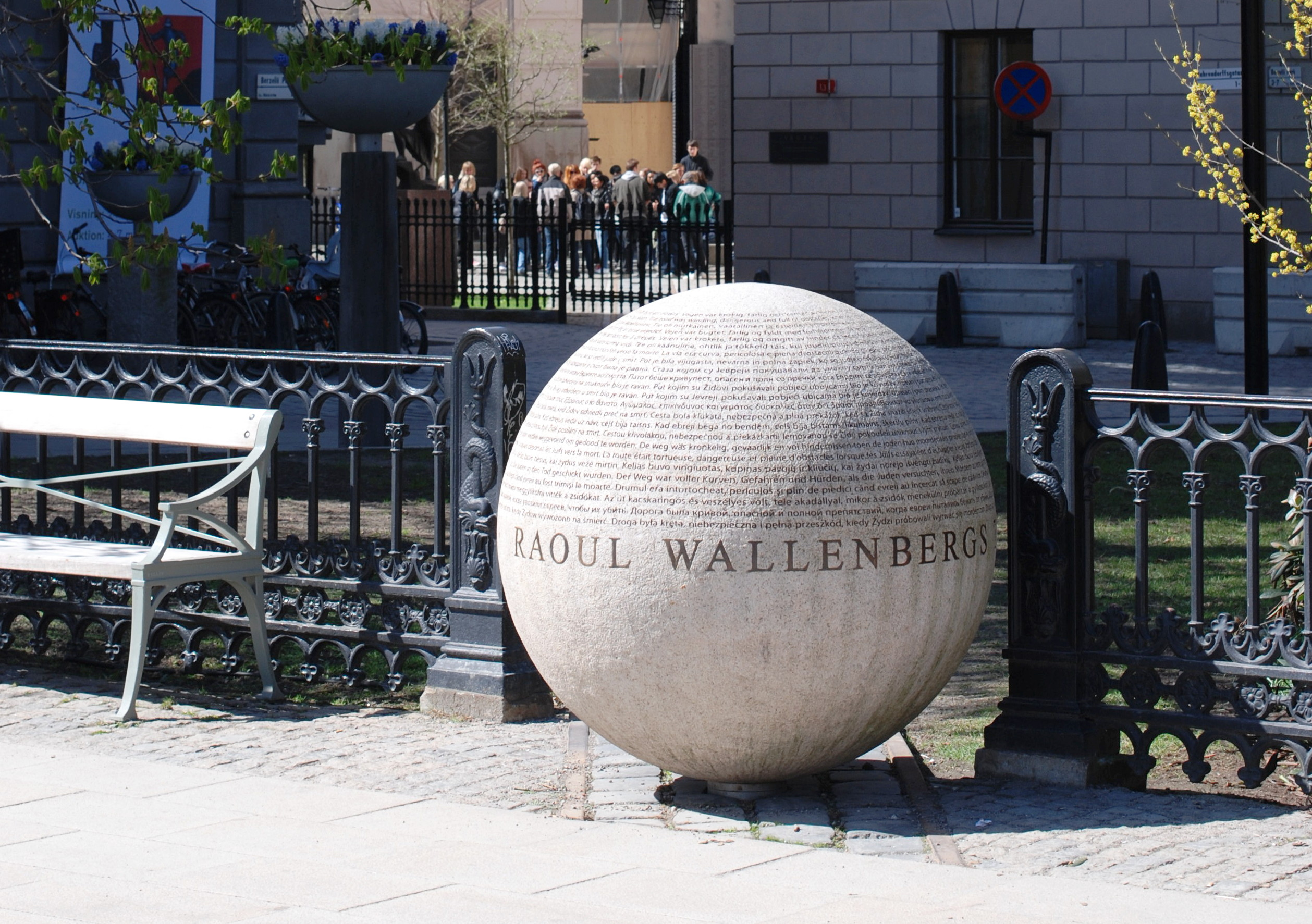
Đài tưởng niệm Raoul Wallenberg, Stockholm, Thụy Điển
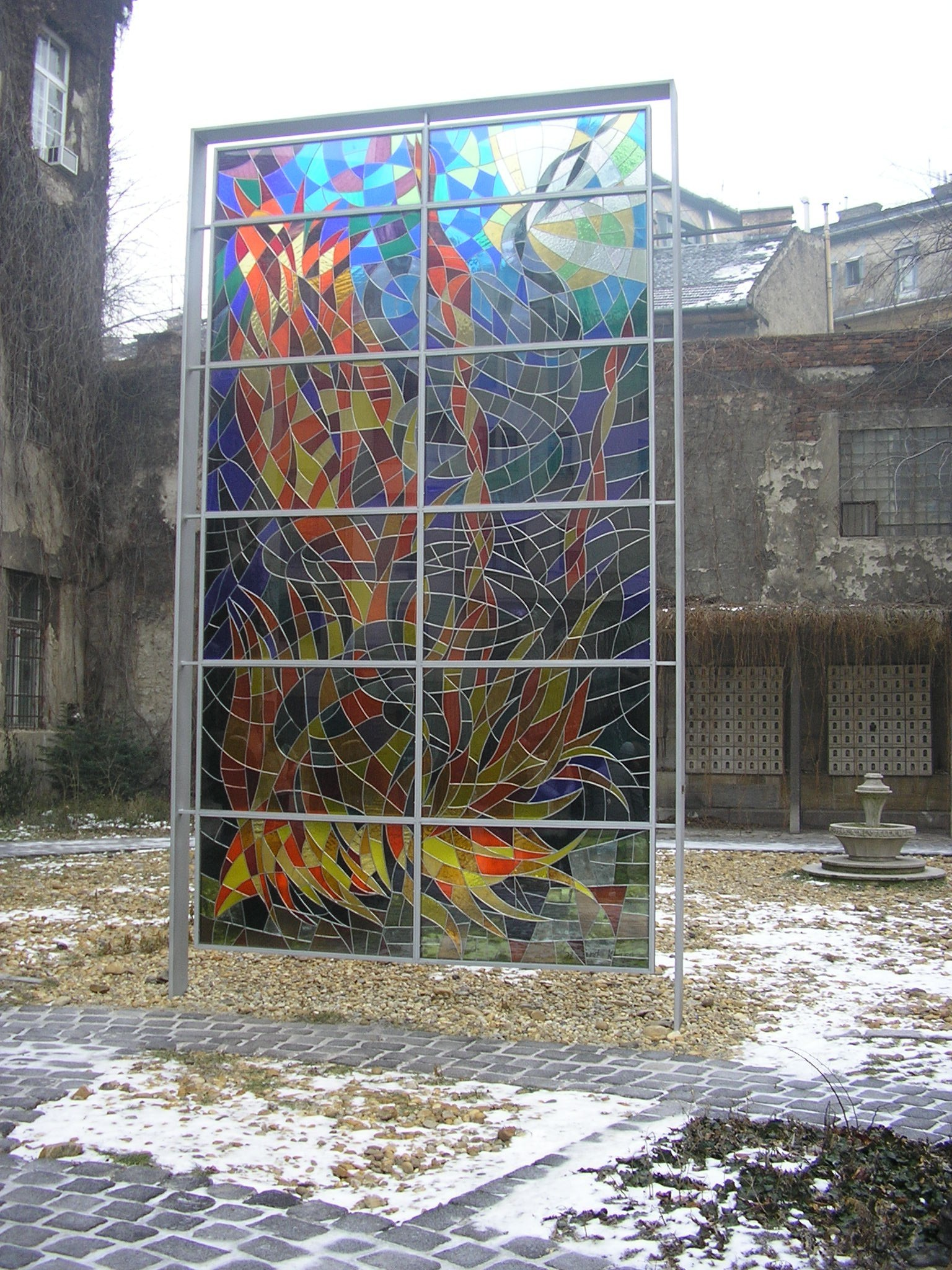
Một trong các đài tưởng niệm ở Budapest.
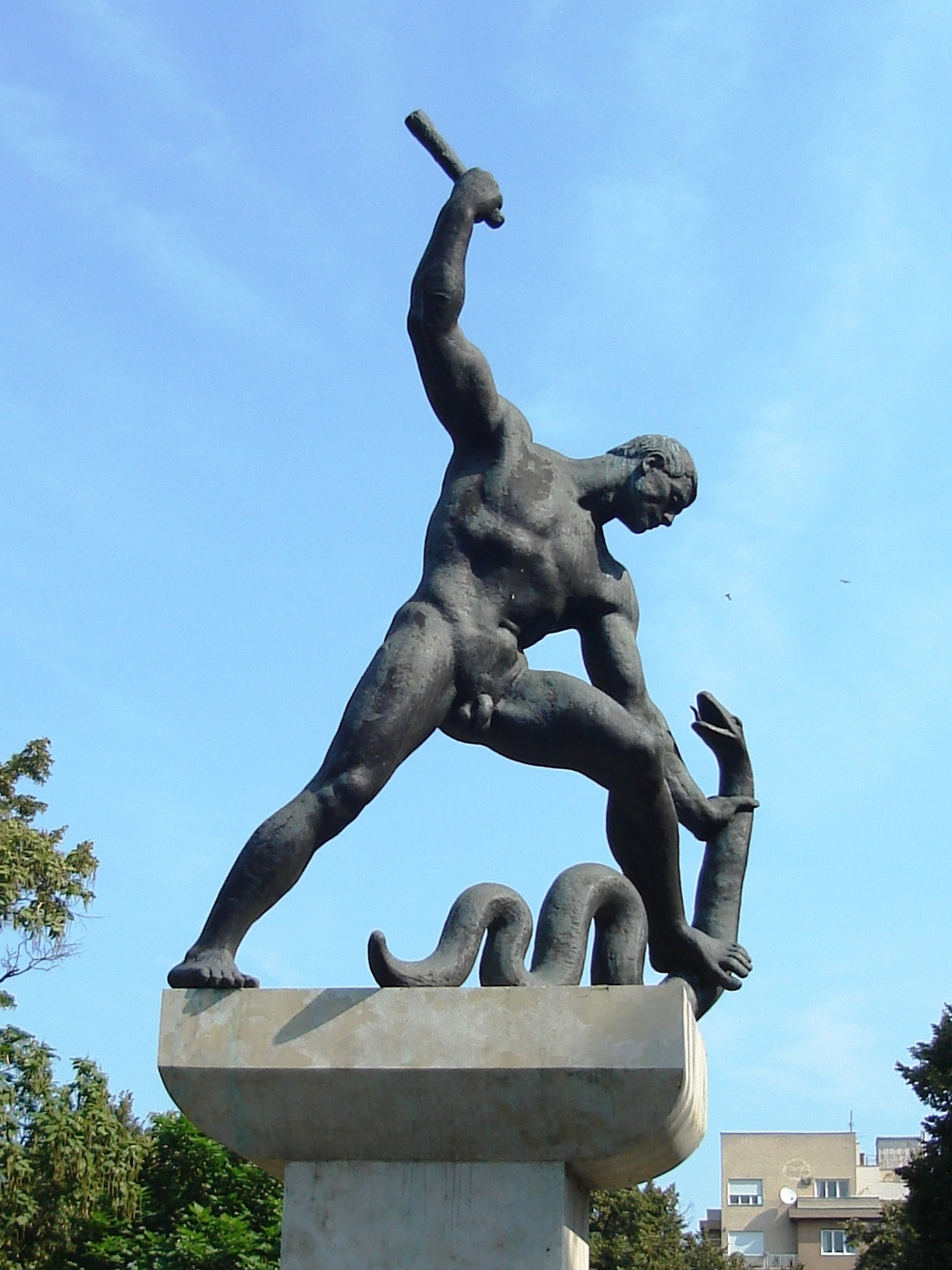
Đài tưởng niệm Raoul Wallenberg (1912-1947?). do Mr. Pál Pátzay tạc, bị chế độ cộng sản phá đi. Phục hồi ngày kỷ niệm 50 nó bị phá hủy. (Budapest, District XIII, Szent István park).
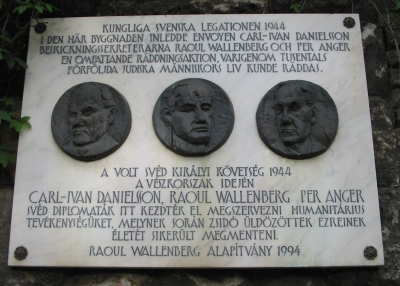
Tấm biển tại nơi trước kia là Tòa đại sứ Thụy Điển ở Budapest, vinh danh Carl-Ivan Danielsson, Wallenberg, và Per Anger.
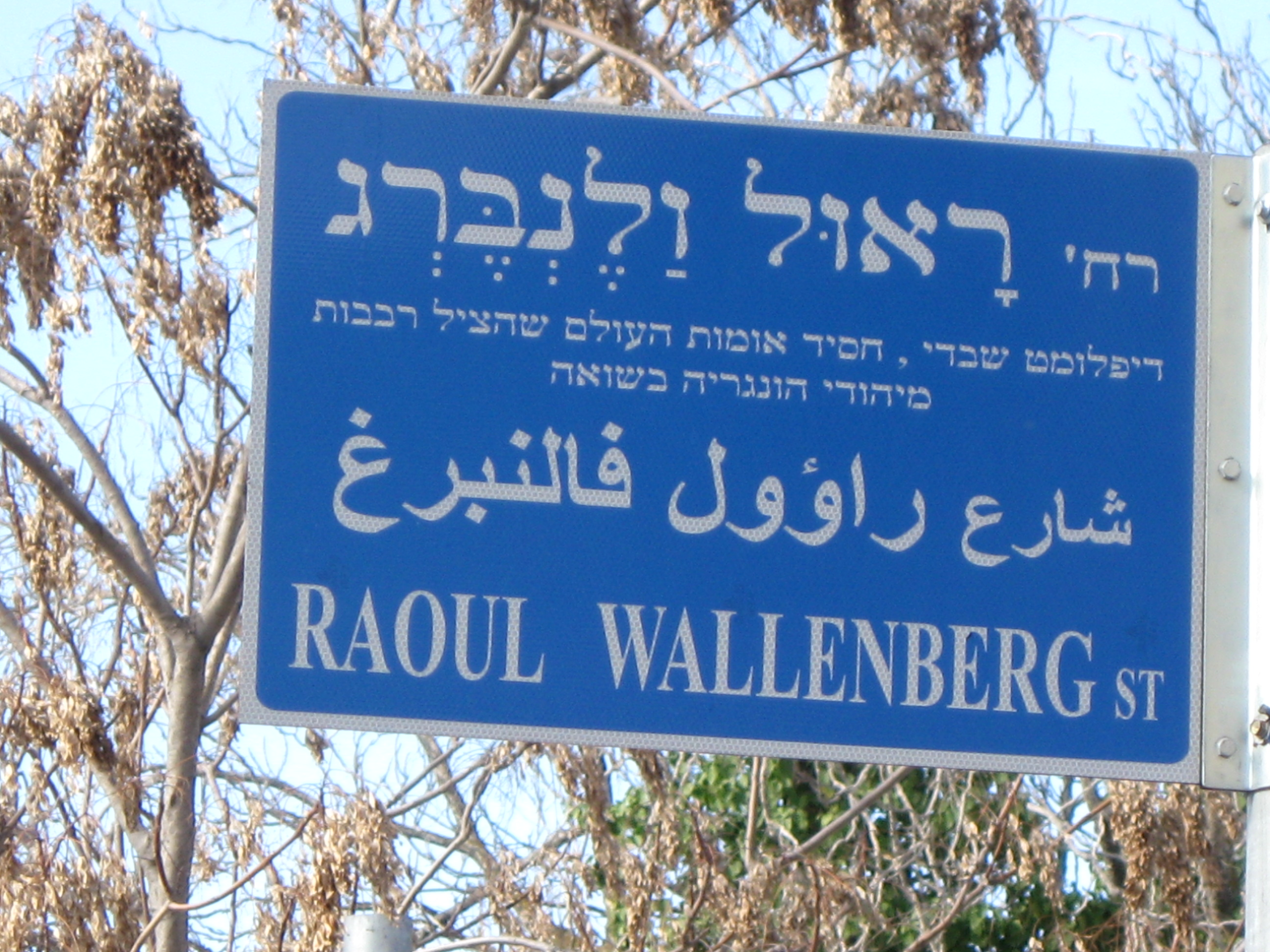
Street sign for Raoul Wallenberg St. in Jerusalem.

## Giải thưởng mang tên ông
"Ủy ban Raoul Wallenberg của Hoa Kỳ" đã lập ra Giải Raoul Wallenberg để tặng cho "những cá nhân, tổ chức và cộng đồng phản ánh được tinh thần nhân đạo của Raoul Wallenberg, lòng dũng cảm cá nhân và hành động bất bạo động trước nguy hiểm lớn lao"
Đại học Michigan lập ra Huy chương Wallenberg được trao hàng năm cho những người theo chủ nghĩa nhân đạo xuất sắc, là hiện thân của những giá trị nhân đạo cùng lòng tận tâm của cựu sinh viên lỗi lạc của trường. Trường "College of Architecture and Urban Planning" của Đại học Taubman cũng trao "Học bổng Wallenberg" cho những sinh viên chưa tốt nghiệp và sinh viên đã tốt nghiệp xuất sắc.

## Các trường học đặt theo tên Wallenberg
Argentina
- Raoul Wallenberg Educational Center

Brasil
- The Raoul Wallenberg Integral High School

Canada
- Community Hebrew Academy of Toronto Wallenberg Campus

Ecuador
- Raoul Wallenberg Kindergarten & Primary School

Đức
- Raoul-Wallenberg Schule, Dorsten
- Raoul-Wallenberg-Oberschule, Berlin

Hungary
- Raoul Wallenberg Humán Szakközépiskola és Gimnázium

Thụy Điển
- Raoul Wallenbergskolan Bromma
- Raoul Wallenbergförskolan Bromma
- Raoul Wallenbergskolan Skövde
- Raoul Wallenberggymnasiet Skövde
- Raoul Wallenbergskolan Uppsala
- Raoul Wallenberg Institute of Human Rights and Humanitarian Law (Đại học Lund)

Uruguay
- Raoul Wallenberg Lyceum

Hoa Kỳ
- P.S. 194 Raoul Wallenberg School in Brooklyn, New York
- Raoul Wallenberg Traditional High School in San Francisco

Venezuela
- Raoul Wallenberg Pre-School Educational Unit

## Phim
Đã có nhiều phim về cuộc đời của Wallenberg được làm, trong đó có phim làm cho truyền hình năm 1985 Wallenberg: A Hero's Story (1985), do Richard Chamberlain diễn xuất, phim God afton, Herr Wallenberg (Good Evening, Mr. Wallenberg) năm 1990 của Thụy Điển, do Stellan Skarsgård diễn xuất cùng nhiều phim tài liệu, như Raoul Wallenberg: Buried Alive (1984) và Searching for Wallenberg (2003). Vai Wallenberg cũng xuất hiện trên loạt phim truyền hình Tây Ban Nha El ángel de Budapest do Iván Fenyő thủ vai.